# Ipikil
Ipikil – miasto w Vanuatu; na wyspie Tanna nad zatoką Sulphur Bay; 800 mieszkańców (2006). 2 maja 2000 woda z pobliskiego jeziora Isiwi przelała się do zatoki, nikt nie zginął.